# Riom Communauté
Die Riom Communauté ist ein ehemaliger französischer Gemeindeverband mit der Rechtsform einer Communauté de communes im Département Puy-de-Dôme in der Region Auvergne-Rhône-Alpes. Sie wurde am 9. Dezember 1999 gegründet und umfasste zehn Gemeinden. Der Verwaltungssitz befand sich in der Stadt Riom.

## Historische Entwicklung
Mit Wirkung vom 1. Januar 2017 fusionierte der Gemeindeverband mit  
- Communauté de communes Limagne d’Ennezat und
- Communauté de communes Volvic Sources et Volcans

und bildete so die Nachfolgeorganisation Communauté de communes Riom Limagne et Volcans.

## Ehemalige Mitgliedsgemeinden
1. Chambaron sur Morge
2. Le Cheix
3. Enval
4. Malauzat
5. Marsat
6. Ménétrol
7. Mozac
8. Pessat-Villeneuve
9. Riom
10. Saint-Bonnet-près-Riom